# یانتای
یانتای (به لاتین: Yantai) یک شهر مرکزی در جمهوری خلق چین است که در شاندونگ واقع شده‌است.

## خصوصیات
یانتای ۱۳٬۷۳۹٫۹ کیلومترمربع مساحت و ۶٬۹۶۸٬۲۰۲ نفر جمعیت دارد.

## خواهرخوانده
شهرهای کمپر، آنژه، سن دیگو، اوماها، نبراسکا و Örebro Municipality خواهرخوانده‌های یانتای هستند.